# Dollartåget

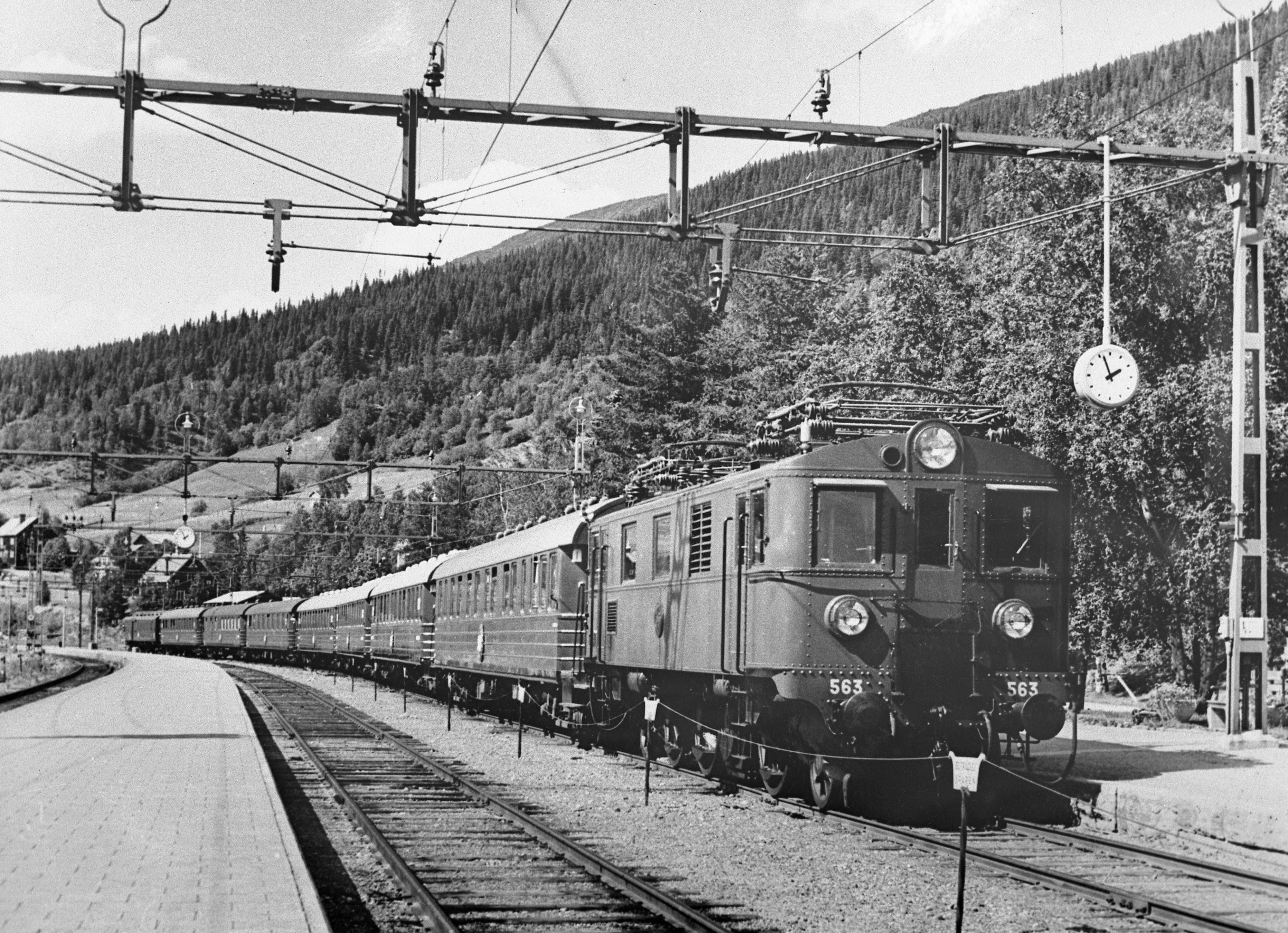
Dollartåget draget av SJ Dk 563 på Mittbanan 1955.

Sunlit Nights Land Cruises (SNLC), i Sverige mer känt som Dollartåget, var ett kryssningståg i Statens järnvägars regi som mellan 1950 och 1969 befordrade främst utländska turister från Stockholm till norra Sverige.

## Historik

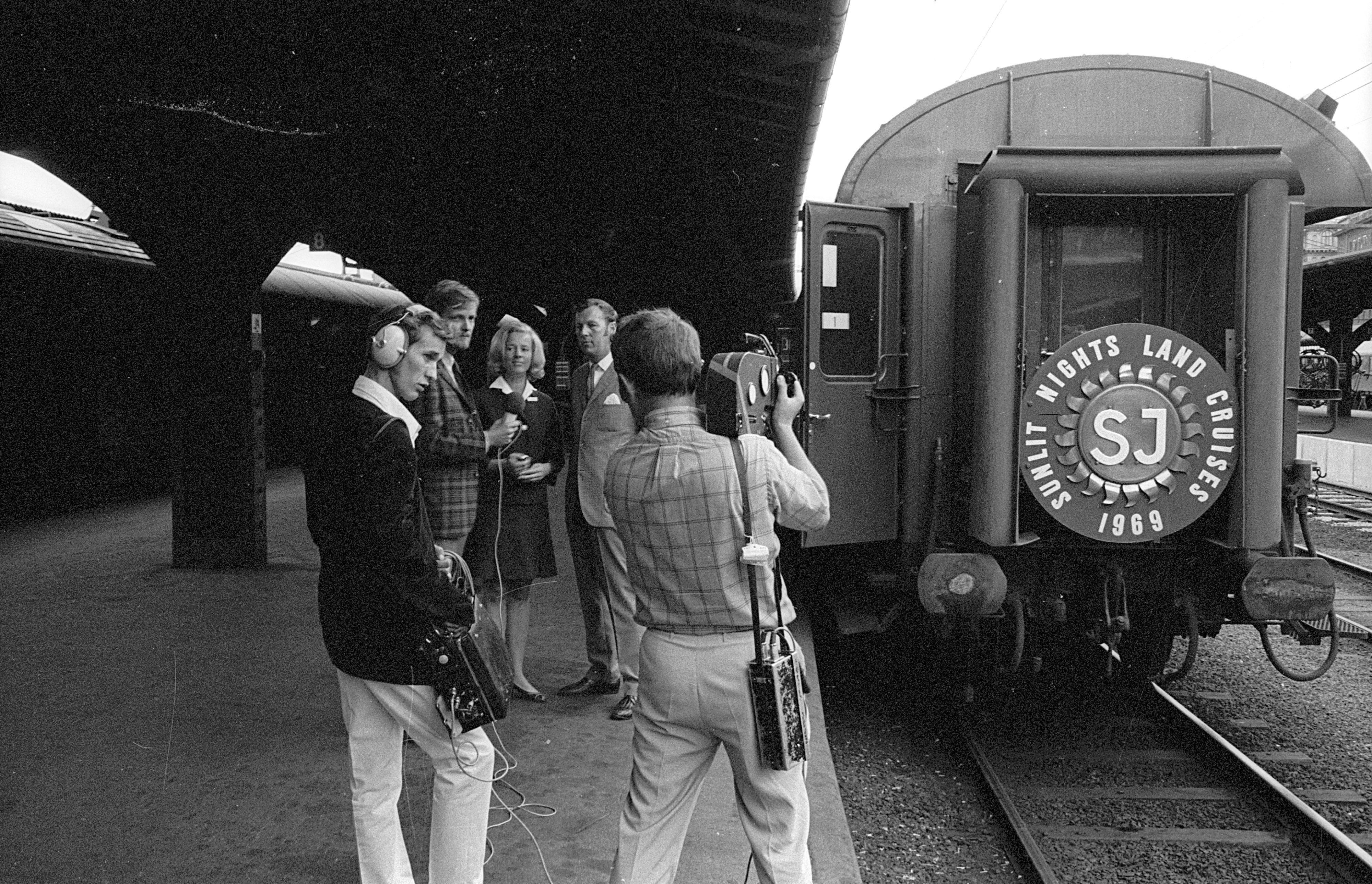
SJ-personalen intervjuas efter sista dollartågets ankomst till Stockholm C den 25 juli 1969.

Till följd av valutabrist i den tid som direkt följde andra världskriget beslutade SJ i oktober 1949 att inleda kryssningstrafik med tåg som främst riktade sig mot köpstarka amerikanska turister. Denna trafik inleddes den 3 juli 1950 under namnet Sunlit Nights Land Cruises men kom i kvällspressen att ganska snabbt få tillnamnet Dollartåget med hänsyn till trafikens syfte.
Vid trafikstarten var biljettpriset 200 dollar, vilket i dåtidens penningvärde motsvarade 1 036 kronor, och kunde endast erläggas i dollar. Priset höjdes successivt och uppgick under det sista trafikåret 1969 till motsvarande 2 500 kr.
Upplägget visade sig med tiden inte vara någon större vinstaffär för SJ:s vidkommande och 1965 uppgavs vinsten för varje kryssningsresa uppgå till 100 000 kr. Under 1960-talet kom dessutom turisternas krav att öka och blev svårare att möta inom ramen för vad som kunde ordnas på ett kryssningståg. Detta ledde till vikande efterfrågan vilket i kombination med den blygsamma vinsten och att behovet av utländsk valuta nedgått föranledde att trafiken nedlades 1969.
SJ uppgav vid nedläggningen att sammantaget c:a 7 000 resenärer rest med Dollartåget mellan 1950 och 1969 och att 75 % av dessa varit amerikaner.

## Om tåget

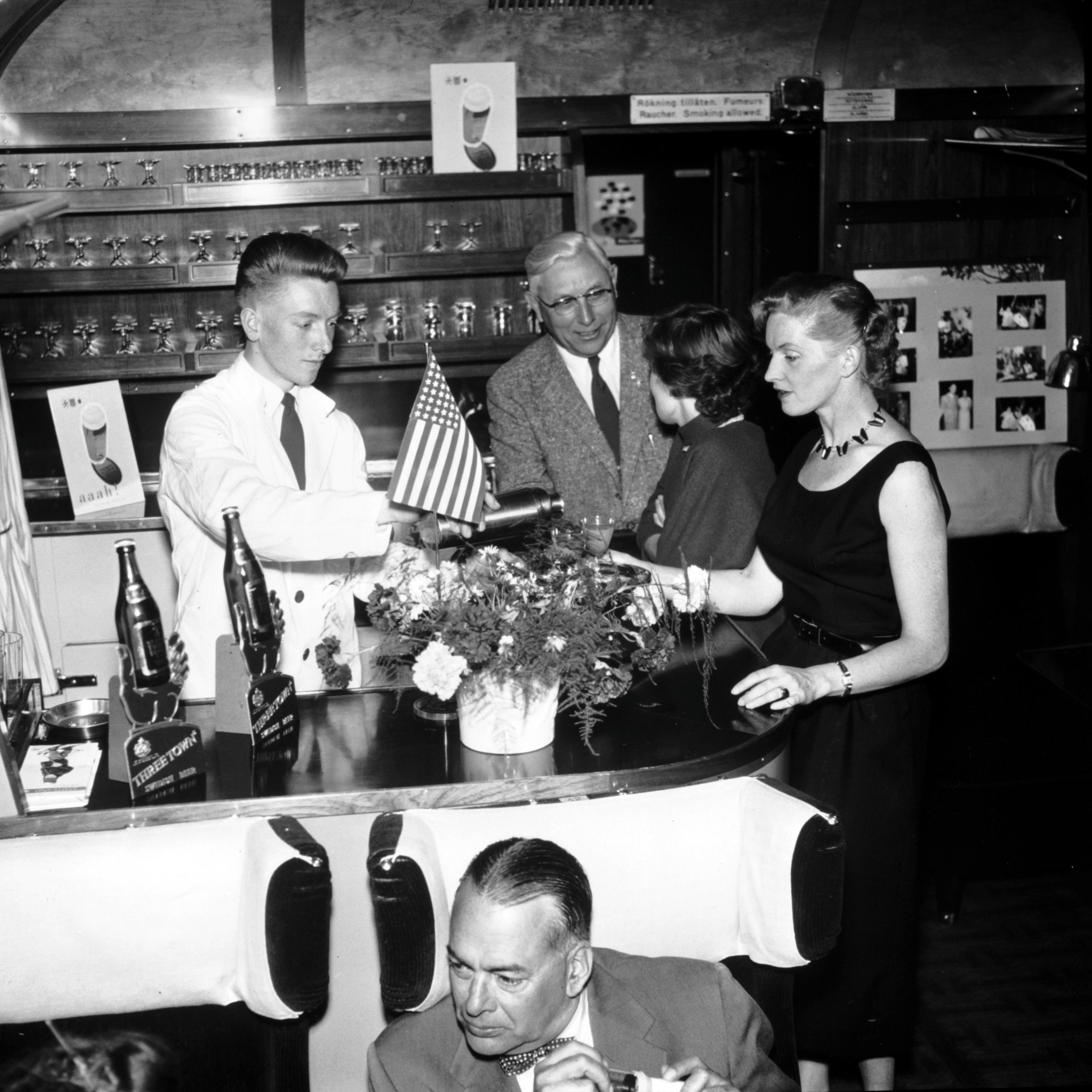
Dollartågets barvagn med servitör och resande 1957.

### Sammansättning och bemanning
För att locka den tilltänka målgruppen vinnlade sig SJ om att tåget skulle hålla hög standard. Detta ordnades genom att använda de nyaste sovvagnar som fanns i SJ:s vagnpark. Därtill användes sittvagnar för första klass som salongsvagnar tillsammans med generaldirektörens representationsvagn. Inledningsvis användes äldre restaurangvagnar av littera Ro3 vilka emellertid ersattes av nyare littera Ro3c som även var de första SJ-vagnarna med luftkonditionering.
Tåget hade en maxkapacitet på 48 resenärer som alla fick singelkupéer. Bemanningen bestod av 18 personer varav 6 stycken tillhörde SJ-personalen, övriga var köks- och serveringspersonal anställda av SJ:s dotterbolag TR. Tåget medförde även 2 fotografer.
Tåget marknadsfördes dels av SJ:s resebyråer i London, Köpenhamn, Hamburg och Västberlin men även av SAS i New York som kom att stå för den största delen av biljettförsäljningen.

### Resväg och upplägg
Dollartåget genomförde årligen flera resor vilka alla genomfördes som rundresa enligt samma rutt. Tåget började och slutade på Stockholm C och färdades under resan norrut till Dalarna, via Inlandsbanan till Jämtland och därifrån via Stambanan genom övre Norrland och Malmbanan till Narvik. Söderut färdades tåget närmaste vägen via Boden, Sundsvall och Gävle.
Tåget gjorde flera uppehåll längs vägen med olika aktiviteter. Bland annat gjordes besök i Uppsala, olika delar av Siljansbygden, Döda fallet i Jämtland och vid Geografiska Polcirkeln. Besök gjordes också vid industrier såsom Kirunagruvan och Norrbottens järnverk.
TR betjänade restaurangvagn och bar ombord på tåget. Till följd av rådande alkohollagstiftning fick emellertid inte starksprit försäljas ombord, ett problem som löstes genom att resenärerna själva lämnade in medhavd sprit som TR:s personal använde vid utskänkningen.